# 霍洛維亞克冰川
71°22′S 72°9′W / 71.367°S 72.150°W
霍洛維亞克冰川（英語：Holoviak Glacier）是南極洲的冰川，位於亞歷山大一世島北部，處於貝多芬半島北部，由美國地質調查局根據美國海軍的空中照片繪入地圖。